# Ramon Camp i Batalla
Ramon Camp i Batalla (Mataró, Maresme, 12 de febrer de 1954) és un advocat i polític català. El 1977 es llicencià en dret per la Universitat Autònoma de Barcelona, ha exercit d'advocat durant més de vint anys i ha estat membre del Col·legi d'Advocats de Mataró. És la parella de la filòloga i política catalana Francesca Guardiola i Sala. Nacionalitzat andorrà l'any 2021, des del novembre del 2023 és membre del Consell Superior de la Justícia d'Andorra.

## Biografia

### Activitat cultural i social
Ha estat col·laborador de la premsa catalana i espanyola. És membre d'Òmnium Cultural, de la Unió Excursionista de Catalunya i del Centre Atlètic Laietana. Va ser guardonat l'any 1995 amb la Gran Creu de Sant Ramon de Penyafort.

### Activitat pública
Afiliat a Convergència Democràtica de Catalunya (CDC) des del 1975, va ser secretari general de les Joventuts de CDC del 1977 al 1980, quan es van dissoldre per constituir Joventut Nacionalista de Catalunya (JNC), de la qual va ser secretari general de 1980 a 1982 i president de 1982 a 1984. Des de 1979 ha estat membre del Comitè Executiu Nacional de CDC, n'ha estat també secretari d'organització de 1994 a 1996.
Fou escollit regidor de l'Ajuntament de Mataró per CiU a les eleccions municipals de 1979, però deixà el càrrec per ser elegit diputat per la circumscripció de Barcelona a les eleccions al Parlament de Catalunya de 1980 i 1984. Durant aquestes dues legislatures fou secretari primer de la Mesa del Parlament de Catalunya.
Fou novament escollit regidor de l'Ajuntament de Mataró a les eleccions municipals de 1987 i 1991. També fou president del Consell Comarcal del Maresme de 1988 a 1992.
També fou elegit diputat a les eleccions generals espanyoles de 1993, on va exercir de portaveu del Grup de Convergència i Unió (CiU) en la Comissió de Justícia i Interior, i senador a les Corts Espanyoles en representació del Parlament de Catalunya (1995-1996). Durant aquesta etapa fou ponent de la Llei orgànica del poder judicial (1994) i del Codi penal (1995).
Ha estat diputat al Parlament de Catalunya a les eleccions al Parlament de Catalunya de 1988, 1992, 1995, 1999, 2003 i 2006. Ha estat portaveu i president del Grup Parlamentari de CIU entre el 1996 i el 2023. També ha estat secretari primer de la Mesa del Parlament de Catalunya (1988-1992), ponent de la Llei de política lingüística de Catalunya (1998) i de l'Estatut d'autonomia de Catalunya (2006). Fou vicepresident segon de la Mesa Parlament de Catalunya de 2003 a 2008.
Des de setembre de 2008 és vocal del Consell General del Poder Judicial, amb les funcions de vocal territorial a Catalunya i Astúries, president de la Comissió Pressupostària, membre de la Comissió d'Escola Judicial i de la Comissió de Qualificació. És també vocal responsable del seguiment de l'aplicació de la Llei Concursal (Jutjats Mercantils).